# Andre Eilertsen
Andre Eilertsen (født 1987) er en tidligere norsk bokser. Han er den sidste vindere af Nordisk Mesterskab i boksning i 91kg+, før reglene blev ændret i 2004.